# Fresnillo de las Dueñas
Fresnillo de las Dueñas – gmina w Hiszpanii, w prowincji Burgos, w Kastylii i León, o powierzchni 13,69 km². W 2011 roku gmina liczyła 560 mieszkańców.